# میخایلوواتس (نگوتین)
میخایلوواتس (به صربی: Mihajlovac) یک منطقهٔ مسکونی در صربستان است که در نگوتین واقع شده‌است. میخایلوواتس ۷۱۸ نفر جمعیت دارد.